# اچ‌دی ۸۸۸۳۶
اچ‌دی ۸۸۸۳۶ یک ستاره است که در صورت فلکی تلمبه قرار دارد.